# Reichart Rinck
Reichart Rinck (auch Reichard Rinck; † ~1555) war ein hessischer Jurist und Verwaltungsbeamter und Besitzer eines Gutshofes in Rommershausen, dessen Wohngebäude er ab 1539 zum Schloss Rommershausen umbauen ließ.

## Leben
Rinck wurde in Desloch bei Meisenheim geboren und trat als junger Mann in Isenburgischen Dienst, wo er im Jahre 1529 als Schreiber bekundet ist. Er wechselte bald darauf in den Dienst des hessischen Landgrafen Philipp, für den er als Rat und ab 1531 auch häufig als Gesandter wirkte, insbesondere 1536 bei den Verhandlungen im Vorfeld der Bildung des Schmalkaldischen Bunds. Er war in der landgräflichen Regierung derart hoch angesehen, dass er 1538 – gemeinsam mit Hermann von der Malsburg und Johann Walter – vom Kasseler Statthalter Rudolf Schenk zu Schweinsberg, dem Kanzler Johann Feige und den Räten des Landgrafen als einer der drei Vormünder für die landgräflichen Söhne Wilhelm und Ludwig vorgeschlagen wurde.
1541 leitete er als Rat der Regentin Anna (1495–1567), Witwe des 1539 verstorbenen Grafen Philipp III. von Waldeck-Eisenberg und Tochter des Herzogs Johann II. von Kleve und dessen Gemahlin Mechthild von Hessen-Marburg, eine Gesandtschaft an den Hof des Herzogs Wilhelm V. von Jülich-Berg. 1544 war er landgräflicher Gesandter (gemeinsam mit dem landgräflichen Vogt zu Wanfried und Germerode Valentin Tholde) beim Tag zu Mühlhausen. 1547 geriet er nach der protestantischen Niederlage im Schmalkaldischen Krieg in zeitweise Gefangenschaft. 1549 war er hessischer Gesandter in Speyer, wo er zusammen mit dem landgräflichen Oberamtmann der Obergrafschaft Katzenelnbogen, Alexander von der Tann d. Ä. (1502–1554), für Hessen den Rheinischen Kreisabschied unterzeichnete.

## Schloss Rommershausen
Im Jahre 1535 übertrug ihm der Landgraf den ehemaligen Hainaer Hof in Rommershausen, ein landgräfliches, bislang verpfändetes Gut des im Zuge der Reformation aufgehobenen Klosters Haina, dessen Pfand Rinck einlöste. Ab 1539 ließ er die Gutsanlage zu einer kleinen Schlossanlage umbauen, angefangen mit dem auf Teilen des Vorgängerbaus errichteten Nordbau; der künstlerisch aufwändige Ostflügel wurde 1549 vollendet.

## Ehe und Nachfahren
Im Jahre 1536 heiratete er Margarethe von Holzheim († 1570), die bis zu dessen Auflösung im Jahre 1528 Nonne im Kloster St. Georg in Homberg gewesen war. Die Erbtochter des Paars, Judith Rinck, heiratete 1561 Henrich von Winter († < 1594), dessen Vater Werner von Winter († < 1587) Lehnsinhaber des Guts Kappel bei Mengeringhausen und des Dorfs Osterhausen war. Aufgrund dieser Ehe kam das Gut in Rommershausen an die Familie von Winter und wurde in der Folge als Winterscher Hof bezeichnet. Judith hatte nur eine namentlich bekannte Tochter, Katharina, und verstarb früh; Henrich ging eine zweite Ehe ein.